# Storhøj (Aarhus Kommune)
 For alternative betydninger, se Storhøj. (Se også artikler, som begynder med Storhøj)
Storhøj er et boligkvarter i Mårslet Sogn i Aarhus Kommune beliggende 9 km fra Aarhus' centrum.
Kvarteret er placeret i et naturskønt, stærkt kuperet område ca. 1 km sydøst for Jelshøj på den sydvendte skråning af det store bakkeparti Holme Bjerge. Nærved ligger Hørret Skov med mange fortidsminder.
Bebyggelsen består af 66 parceller placeret langs Storhøjvej med fem tilhørende sideveje, Moselodden, Englodden, Marklodden, Kærlodden og Bakkelodden.
Storhøj er anlagt i begyndelsen af 1960'erne som den første større udstykning af villagrunde i Mårslet Sogn. Karakteristisk for bebyggelsen er dens relativt store afstand til anden bymæssig bebyggelse og tilhørende indkøbsmuligheder. Der er således 3 km til kirkebyen Mårslet og 3 km til Skåde, men der er gode busforbindelser med Aarhus bybussers linje 19.
Den isolerede beliggenhed har givet kvarteret et udtalt landsbypræg. Alle kender stort set alle, og det sociale liv blomstrer i sjælden grad med grundejerforening og beboerforening, og specielt under sidstnævnte vokser en tæt underskov af forskellige udvalg og interessegrupper.
Navnet Storhøj refererer både til det stærkt bakkede landskab og til et gammelt, lokalt marknavn. Udstykningen er sket fra to gårde i landsbyen Hørret, der ligger 1 km sydvest for Storhøj.
Det lille, smukke villakvarter Æblehegnet knytter sig nært til Storhøj. Her er udstykningen sket fra gartneriet Egely.
I 2006 udkom bogen ”Storhøjs Historie” forfattet af Storhøjs historiegruppe. 